# داود يلين
داود يلين أو ديفيد يلين، بالعبرية דוד ילין (19 مارس 1864 - 12 ديسمبر 1941). مدرس وباحث في اللغة العبرية والأدب. وهو مؤسس لأول كلية عبرية للمعلمين. وأيضا أحد مؤسسي مجمع اللغة العبرية واتحاد المعلمين الإسرائيليين.أيضا هو سياسي، وأحد قادة اليشوف أو ما يعرف بهيئة السكان اليهود في فلسطين قبل قيام الكيان الإسرائيلي، ويعتبر من مؤسسي حي زخرون موشيه في القدس (ومعناه بالعربية: ذكرى موسى).

## السيرة الذاتية
ولد داود يلين عام 1864 في القدس. وسُمي على اسم جده داود طابيا يلين، الذي كان ناشطا في تمويل وجمع المساعدات للمنظمات اليهودية والذي انتقل من بولندا إلى الأراضي المقدسة عام 1834. والده يهوشوا يلين هو أحد مؤسسي حي نحلات شفعاه في القدس (يعتبر الحي الثالث الذي جرى بناؤه خارج أسوار مدينة القدس عام 1860)، وأمه سارة ابنة شلومو حزقيال يهودا كانت معلمة من العراق. وفي عام 1885 تزوج إيتا ابنة الحاخام الروسي يشيل مايكل بينس، وله منها سبعة أطفال: ابنتان وخمسة أبناء. وتوفي عام 1941 حيث دفن في مقبرة جبل الزيتون اليهودية.

## العمل الأدبي
أنشأ صحيفة Har Tziyon (وتعني جبل صهيون) في سن الرابعة عشرة، وكانت تصدر نسخة واحدة مرتين في الشهر واستمرت 43 عددا. ثم بعدها صار يكتب للصحف العبرية Ha-Levanon وHamagid وHa-Melitz.

## العمل السياسي
حسب المؤرخ يوهان بيسوف، ضم المجلس البلدي للقدس في عام 1889 أربعة مستشارين يهود وهم: داود يلين، ويوسف إلياشار، ورحامين مزراحي، واسحق عدس. وفي عام 1908، كان داود يلين أحد المندوبين اليهود في عضوية المجلس البلدي للقدس الذي يضم عشرة أعضاء؛ ستة من المسلمين واثنان من المسيحيين (أحدهم من الروم الأرثوذكس والآخر من الكاثوليك) واثنان من اليهود (أحدهم من اليهود الشرقيين السفارديم والآخر اشكنازي). أيضا في عام 1911 كان عضوا في مجلس القدس الكبير (مجلس عمومي متصرفية القدس)الذي يتكون من 12 عضوا.
أيضا كان داود يلين رئيس صندوق الخلاص للمواقع التاريخية، والذي كان مشرفا على أعمال بعثات تنقيب الآثار في منطقة الجليل الأعلى في قرية ميرون.
في عام 1917 خلال الحرب العالمية الأولى تم نفي داود يلين وغيره من القادة الصهاينة إلى الإسكندرية. وبعد إصدار وعد بلفور،عاد تحت الانتداب البريطاني لفلسطين وأصبح داعما لتقسيم القدس إلى بلديات منفصلة. في عام 1920، كان داود يلين من ضمن القادة الصهاينة والمسؤولين الذين قاموا بالضغط على إدارة الانتداب البريطانية لإقالة عمدة القدس، موسى كاظم باشا الحسيني حيث قام العقيد ستورز، الحاكم العسكري للقدس، بعزله وتعيين راغب النشاشيبي بدلا منه.

## وصلات خارجية
- الموقع الرسمي لكلية داود يلين https://www.dyellin.ac.il/ar